# Битва в Могадішо
Би́тва в Могаді́шо (англ. Battle of Mogadishu, сом. Ma-alinti Rangers, букв. «День рейнджерів»; малай. Pertempuran Mogadishu) — бойові дії між підрозділами сил спеціальних операцій армії США в складі миротворчих сил Організації Об'єднаних Націй та бойовиками польового командира Національного Альянсу Сомалі Мохамеда Айдіда в столиці Сомалі Могадішо. Зіткнення, що мали місце 3-4 жовтня 1993 року, стали частиною операції «Готичний змій», яка проводилася на фоні кривавої громадянської війни в Сомалі, що точилася з 1988 року. Протистояння всередині країни загострилося з 1991 року і згодом у країні почався голод, який забрав за різними оцінками життя понад 300 тисяч осіб. На першому етапі ООН організувала надання продовольчої допомоги тамтешньому населенню, однак врешті миротворча місія зосередилася на встановлення демократії та відновленні стабільного уряду.
Серед найбільш амбітних та жорстоких сомалійських польових командирів був колишній дипломат та генерал-майор сомалійської армії Мохамед Фарах Айдід, який відмовився співпрацювати з ООН. Американська оперативна група «Рейнджер» підготувала та провела спеціальну операцію по захопленню двох «лейтенантів» Айдіда під час проведення ними наради в місті. Хоча мета операції була досягнута, вона перетворилася на піррову перемогу для американців, на фоні смертельної битви, що спалахнула в місті невдовзі після захоплення помічників Айдіда. Операція, яку планувалося провести за годину, переросла на нічне протистояння та ризиковану рятувальну операцією, яка тривала до світлового дня 4 жовтня 1993 року.
Планувалося, що штурм включатиме повітряну та наземну фазу. Поки місія тривала, сомалійські сили збили за допомогою РПГ-7 два американські вертольоти MH-60 «Блек Хок». Розпочався жорстокий бій за захист екіпажів збитих вертольотів, який тривав цілу ніч. До порятунку були кинуті додаткові сили, зокрема два снайпери армійської «Дельти», які посмертно були нагороджені медаллю Пошани за свій подвиг. Вранці броньований конвой UNOSOM II пробився до збитих вертольотів, зазнавши ще більше жертв, але врешті-решт врятував тих, що вціліли.
Внаслідок багатогодинного протистояння загинуло 19 американських солдатів та 73 дістали поранень різного ступеня. Миротворці від ЗС Малайзії зазнали втрату одного солдата та сім поранених, а пакистанські сили — одного загиблого та двох поранених. Серед сомалійського ополчення та мирного населення загинуло за різними оцінками від 315 до 2000 людей. Після битви тіла загиблих американських солдатів сомалійці тягали по вулицях Могадішо, що було показано на американському телебаченні. Наслідки битви серйозно вплинули на американську зовнішню політику і призвели до подальшого виведення місії ООН з території країни. Побоювання повторення такої битви стали причиною небажання США і надалі брати участь у миротворчій діяльності в цьому регіоні, і врешті це могло вплинути на пізніше рішення адміністрації Клінтона не втручатися в геноцид у Руанді.

## Історія

### Передумови

#### Громадянська війна
З кінця 1980-х років у Сомалі палала Громадянська війна. Протягом кількох років сомалійські збройні сили вели бойові дії проти повстанців: на північному сході проти Демократичного фронту порятунку Сомалі, на північному заході — проти Сомалійського національного руху та на півдні — проти Об'єднаного сомалійського конгресу.

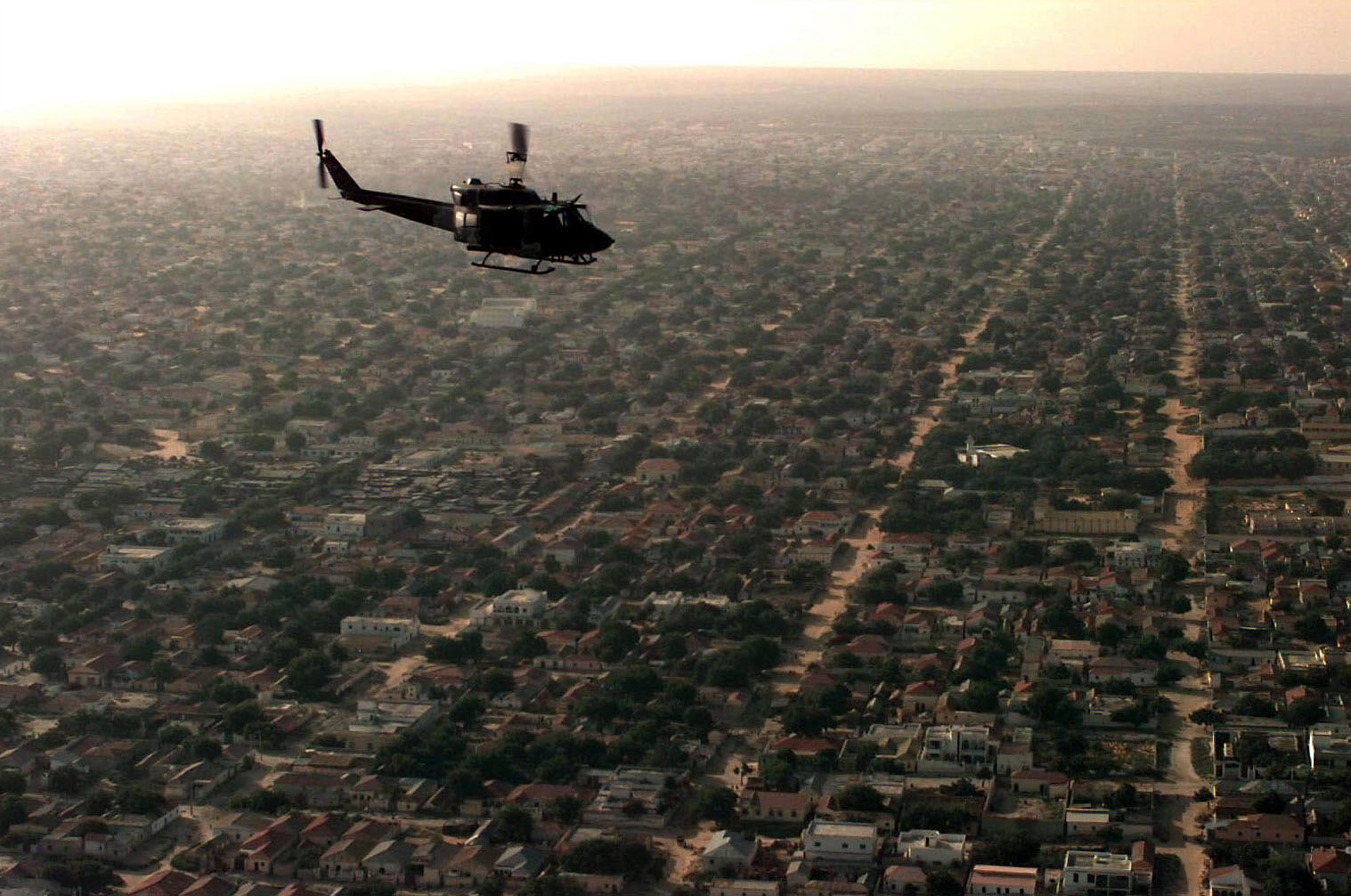
Вид на Могадішо з повітря на тлі вертольоту UH-1 «Ірокез» Корпусу морської піхоти США, 1 грудня 1992

У січні 1991 року президент і диктатор Сомалі з 1969 року Мохамед Сіад Барре був повалений коаліцією протиборчих кланів, але країна поринула в повний хаос. Сомалійська національна армія була розпущена, а багато колишніх військових приєдналися до іррегулярних регіональних угруповань або ополчень своїх кланів. Основною повстанською групою в столиці Могадішо був Об'єднаний сомалійський конгрес, який згодом розділився на дві збройні фракції: одна на чолі з Алі Махді Мухаммедом, який став головою Тимчасового уряду Сомалі та друга — під проводом Мохамеда Фараха Айдіда. У цілому в столиці чотири опозиційні групи змагались за владу над державою: Об'єднаний сомалійський конгрес, Демократичний фронт порятунку Сомалі, Сомалійський патріотичний рух та Сомалійський демократичний рух. У червні 1991 року була досягнута угода про припинення вогню, але жодна зі сторін по факту не дотримувалося її. Наприкінці червня в північно-західній частині Сомалі п'ята група — Сомалійський національний рух — проголосила незалежність невизнаної території Сомаліленда і обрала президентом свого лідера Абдірахмана Ахмеда Алі Туура.
У вересні 1991 року в Могадішо розпочалися важкі бої, які тривали і в наступні місяці і згодом поширилися по всій країні; до кінця року понад 20 000 людей загинули або були поранені. Результатом боротьби за владу стало повна руйнація сільського господарства Сомалі, що, у свою чергу, призвело до голоду в значній частині країни. Світове співтовариство почало постачання продовольчих товарів, щоб зупинити голод, але величезна кількість їжі викрадалася місцевими лідерами кланів, які регулярно обмінювали її в інших країнах на зброю; за різними оцінками приблизно 80 % їжі було вкрадено тамтешніми польовими командирами. Все це призвело до ще більшого голоду, внаслідок якого в 1991—1992 роках загинуло приблизно 300 000 людей, ще 1,5 млн людей постраждали. У липні 1992 року, після припинення вогню між протилежними клановими фракціями, ООН направила 50 військових спостерігачів, щоб контролювати на місцях розподіл їжі.

### Миротворча допомога

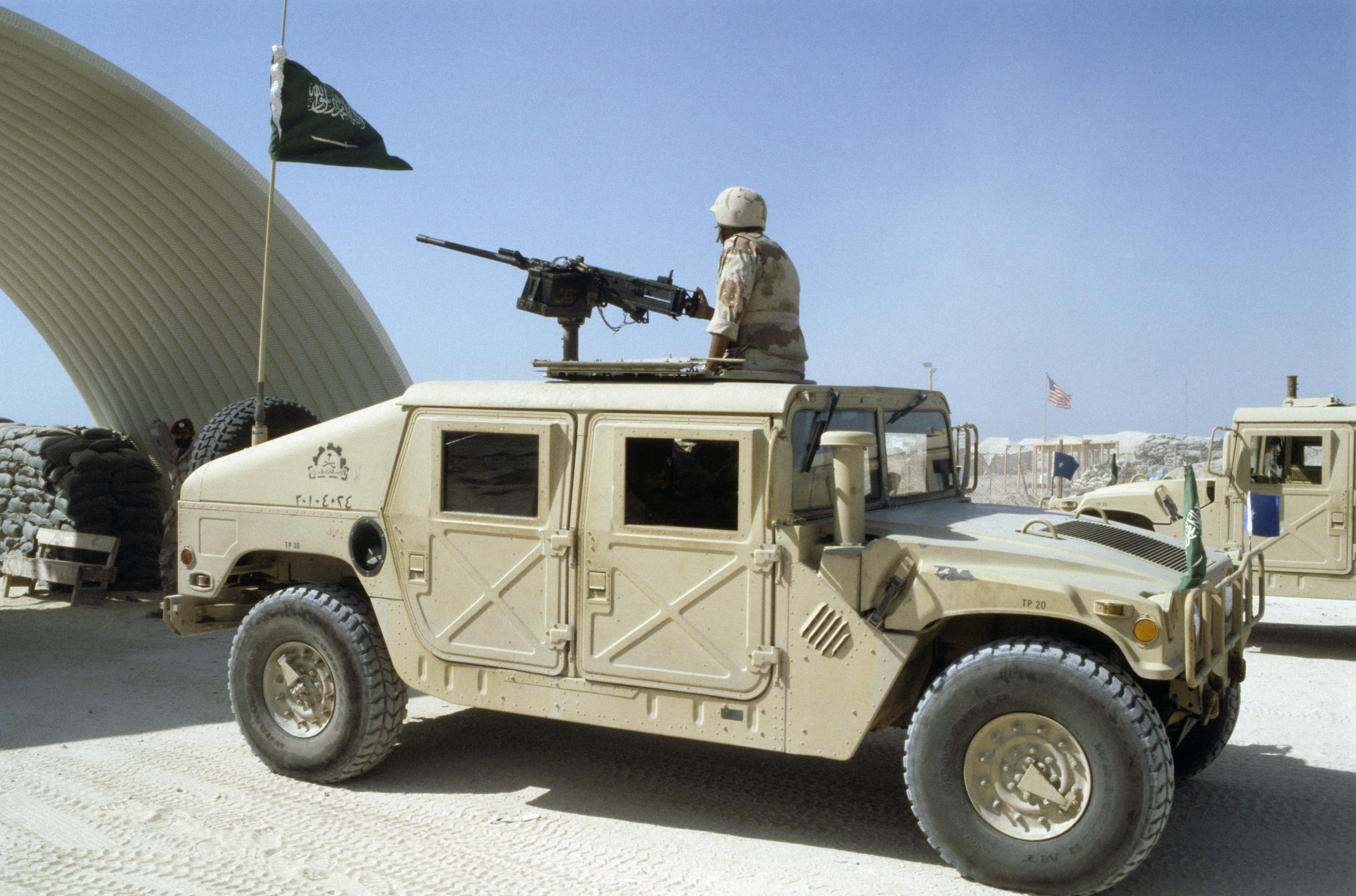
Спеціалізований автомобіль HMMWV Королівської саудівської армії зі складу місії UNOSOM II виїжджає з порту Могадішо

У серпні 1992 року американські збройні сили розпочали операцію «Провайд Реліф», коли президент США Джордж Буш оголосив, що військові США підтримають багатонаціональну допомогу ООН у Сомалі. Десять літаків C-130 та 400 людей були зосереджені у кенійській Момбасі, здійснюючи авіаперевезення у віддалені райони Сомалі та зменшуючи залежність від конвоїв вантажних автомобілів. За шість місяців C-130 доставили 48 000 тонн продуктів харчування та медичних товарів міжнародних гуманітарних організацій, надаючи допомогу понад 3 мільйонам голодуючих людей Сомалі.

#### Операція «Провайд Реліф»
9 грудня 1992 року, коли стало зрозумілим, що поставок лише продовольства явно недостатньо для зупинки масової смерті та переміщення сомалійського народу (500 000 загиблих та 1,5 мільйона біженців або переміщених осіб), розпочалася масштабна коаліційна операція «Відродження надії», яка мала на меті допомогти та захистити гуманітарну діяльність миротворчих сил. У відповідності до Резолюції РБ ООН № 794 США прийняли на себе єдине командування. Корпус морської піхоти США здійснив висадку 15-ї експедиційної групи MEUSOC в Могадішо, що складалася з 2-го батальйону 9-го полку морської піхоти та 3-го батальйону 11-го полку морської піхоти, що зайняли протягом двох тижнів майже третину міста, порт та аеропорт, з метою сприяння транспортуванню гуманітарних поставок. Підрозділи 2-го батальйону 9-го полку швидко забезпечили охорону маршрутів до Байдабо та Кісмайо, а також авіаційної бази Балідогле, згодом морська піхота отримала посилення від 10-ї гірської дивізії армії США.

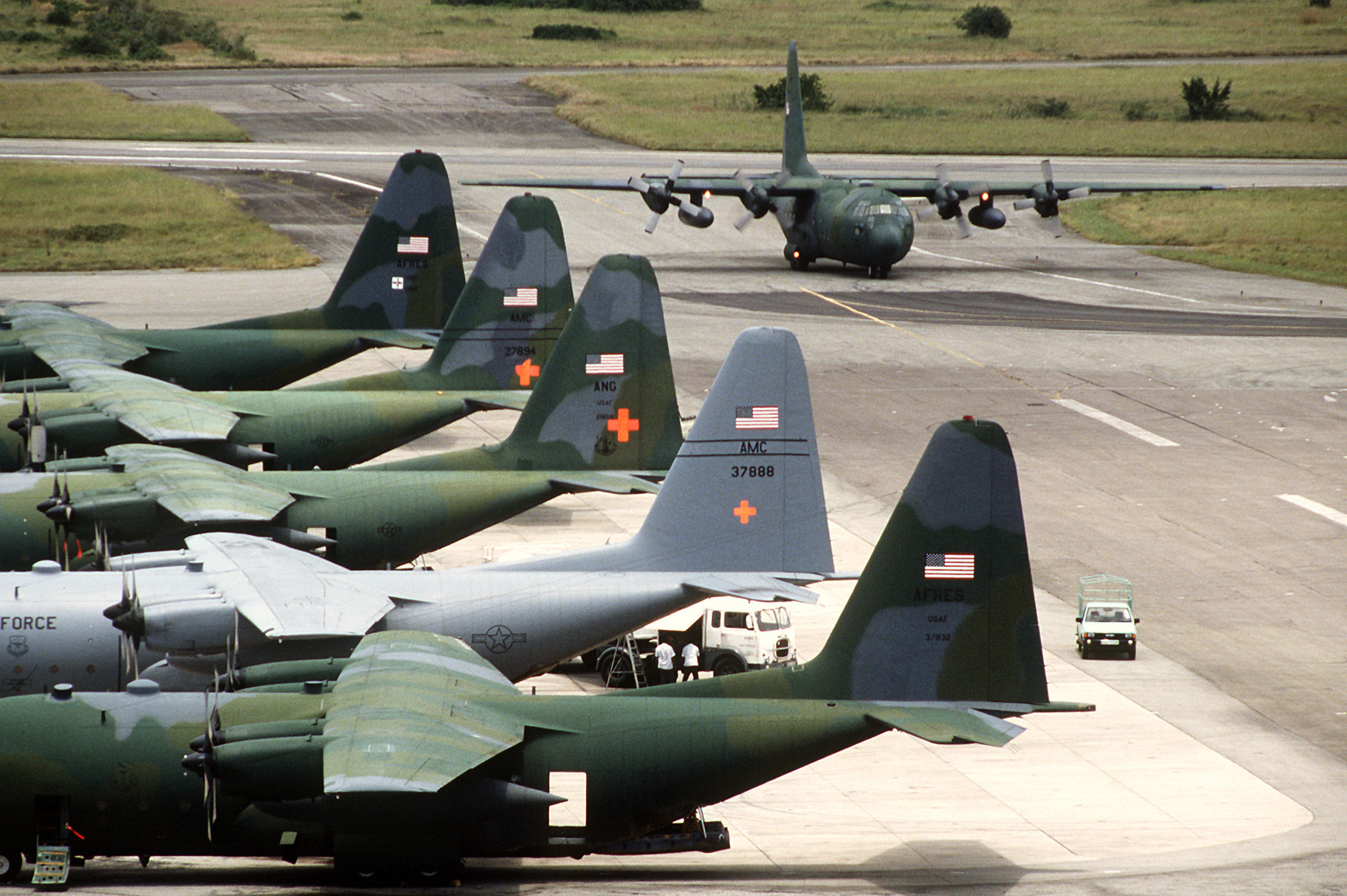
Військово-транспортні літаки C-130 «Геркулес», що в ході операції «Відродження надії»/ «Продовження надії» здійснювали масові перекидання гуманітарних вантажів голодуючим в Сомалі з міжнародного аеропорту в Момбасі (Кенія). 18 літаків здійснювали до 20 гуманітарних вилетів щодня.

3 березня 1993 року Генеральний секретар ООН Бутрос Бутрос Галі подав Раді Безпеки ООН свої рекомендації щодо здійснення переходу від місії UNITAF до UNOSOM II. Він зазначив, що з моменту прийняття Резолюції 794 у грудні 1992 року присутність та операції UNITAF позитивно вплинули на стан безпеки у Сомалі та на ефективну доставку гуманітарної допомоги (UNITAF розмістила 37 000 співробітників на 40 % територій південного та центрального Сомалі).
Водночас, у країні досі не існувало дієвого уряду, поліції чи національної армії, що спричиняло серйозні загрози безпеці для персоналу ООН. З цією метою Рада Безпеки уповноважила UNOSOM II убезпечити безпечне середовище на всій території Сомалі для досягнення національного примирення з метою створення демократичної держави.

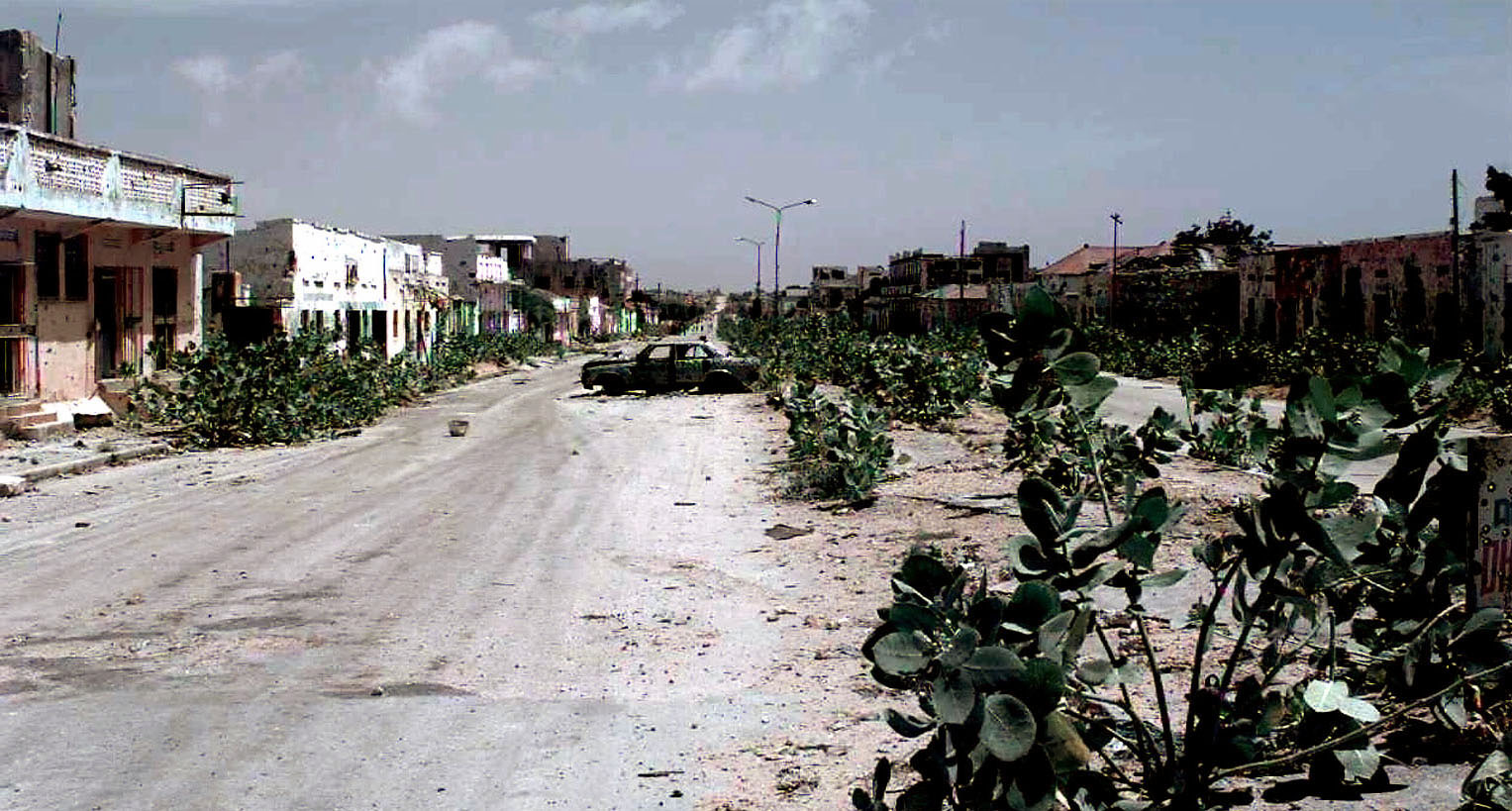
«Зелена лінія» — центральна вулиця Могадішо, за якою місто було розділено на дві частини під час громадянської війни, січень 1993

У відповідності до резолюції ООН UNOSOM II розгорнули миротворчий контингент чисельністю 28 000 людей, у тому числі 22 000 військових та 8 000 цивільного персоналу з Австралії, Бангладеш, Бельгії, Ботсвани, Гани, Греції, Єгипту, Замбії, Зімбабве, Індії, Індонезії, Ірландії, Італії, Канади, Кувейту, Малайзії, Марокко, Непала, Нігерії, Нідерландів, Німеччини, Нової Зеландії, Норвегії, Об'єднаних Арабських Еміратів, Пакистану, Південної Кореї, Румунії, Саудівської Аравії, США, Тунісу, Туреччини, Філіппін, Франції та Швеції.
Додатково в оперативне підпорядкування сил ООН американці виділили угруповання сил швидкого реагування чисельністю 1 167 військових, яке базувалося на кораблях ВМС США 6-ї ударної авіаносної групи, котрі перебували поблизу сомалійського берега. В разі нагальної потреби ці сили діяли, за згодом з Центральним командуванням ЗС США, на підтримку миротворців.

#### Протистояння з Айдідом
15 березня 1993 року на Конференції з питань національного примирення в Сомалі, що відбулася в Аддис-Абебі, всі п'ятнадцять сомалійських партій погодилися з умовами, щодо відновлення миру та демократії в країні. Однак приблизно через місяць, до травня 1993 року, стало зрозуміло, що фракція Мохаммеда Фараха Айдіда, хоча і підписала березневу угоду, не збирається співпрацювати у виконанні цієї угоди.

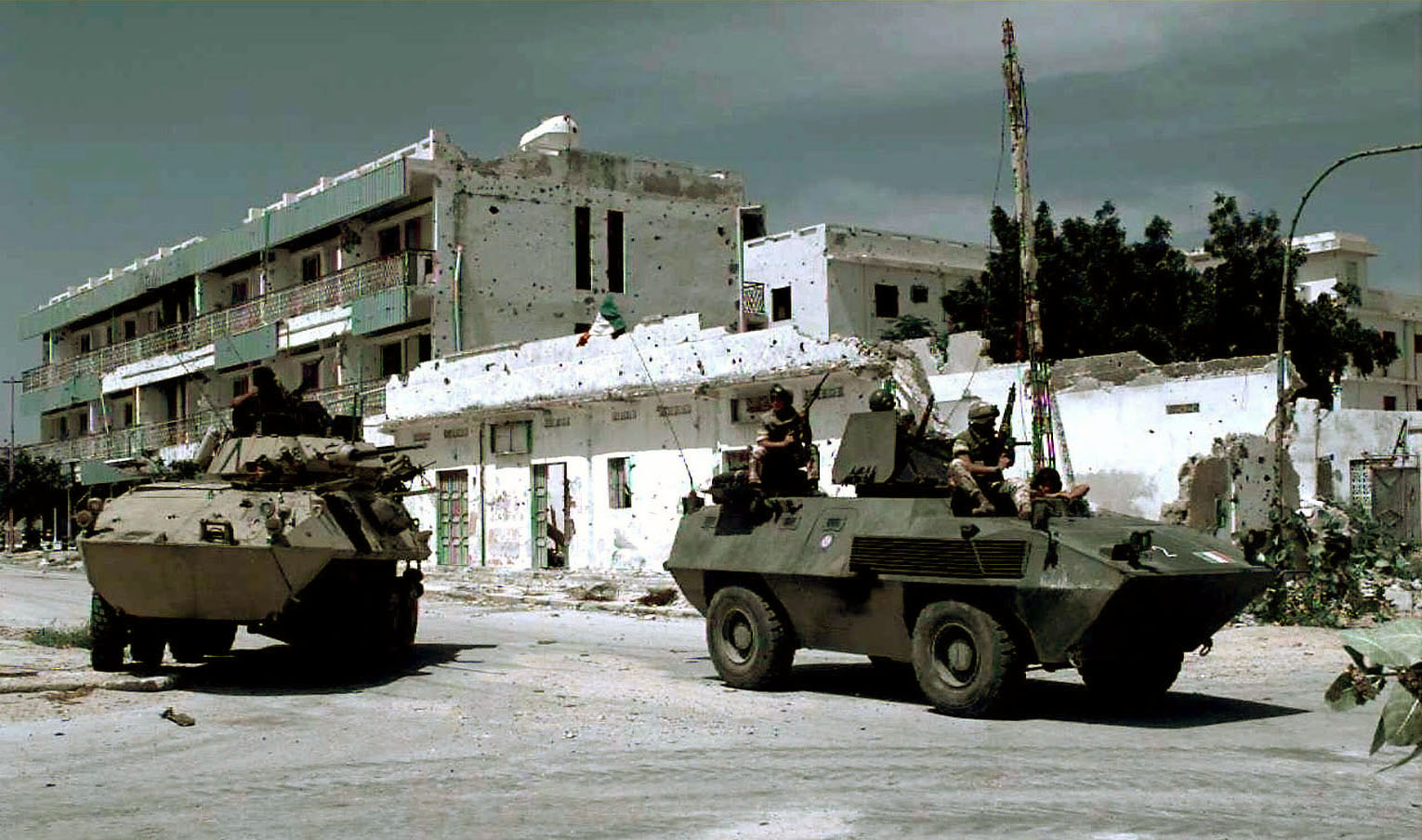
Бойова розвідувальна машина морської пхоти США LAV-25 разом з італійським бронетранспортером Fiat 6614 на патрулюванні вулиць Могадішо. 19 січня 1993

Незабаром Айдід почав вести трансляції на «Радіо Могадішо», спрямовані проти ООН по всій країні, після того, як повірив, що ООН цілеспрямовано маргіналізує його в спробі «відбудови Сомалі». Командувач миротворчих сил ООН, турецький генерал-лейтенант Чевік Бір наказав закрити радіостанцію, намагаючись на кореню придушити джерело провокаційної пропаганди, що могла підбурювати місцеве населення на повстання. Сомалійські шпигуни, з числа цивільного персоналу, що працювали при штаб-квартирі UNOSOM II, ймовірно здобули інформацію та розкрили план ООН. 5 червня 1993 року Айдід наказав ополченню Національного Альянсу Сомалі атакувати пакистанські сили, яким було доручено оглянути сховище зброї, розташоване на радіостанції, можливо, зі страху, що це оперативна група, надіслана для закриття станції та припинення трансляції. Результатом бою стала загибель 24 та поранення 57 пакистанських військовослужбовців, також дістали поранень 1 італійський та 3 американські солдати. 6 червня 1993 року Рада Безпеки ООН прийняла Резолюцію № 837 щодо арешту та переслідування осіб, відповідальних за смерть та поранення миротворців.
З 12 до 16 червня американські війська розпочали низку атак на визначені цілі в Могадішо в надії знайти Айдіда. 17 червня адмірал Джонатан Хоу видав ордер на 25 000 доларів США за інформацією, що призвела до арешту Айдіда, але він так і не був схоплений.
12 липня 1993 року при проведенні американцями спеціальної операції сталася подія, яку пізніше сомалійці назвуть «Кривавим понеділком». У ході проведення заходів щодо пошуку або ліквідації Айдіда американські війська напали на будинок у Могадішо, після того отримання інформації від таємного агента, що Айдід буде там на зустрічі з лідерами племен. О 10:18 ранку американські ударні вертольоти «Кобра» ракетами TOW та вогнем 20-мм гармат XM195 атакували будівлю. Обставини перебування людей у будинку досі залишаються суперечними. Американці стверджували, що це було засідання військової ради повстанців, і що їхня місія була успішною. Водночас, за словами американського військового кореспондента Скотта Петерсона, група сомалійських старійшин зібралася в будинку, щоб обговорити шляхи укладання миру для припинення насильства між сомалійськими ополченцями та силами ООН. За день до нападу у сомалійських газетах були оприлюднені дані про проведення цього збору, як мирної наради. Незалежно від справжньої мети зустрічі, таку атаку місцеве населення сприйняло дуже негативно, що спричинило втрату більшості сомалійцями довіри до США.
За словами вцілілого сомалійця, американські військові добили з пістолетів 15 постраждалих, які вижили після авіаційного удару. Офіційний американський звіт стверджував, що наземна група перебувала на місці події менше 10 хвилин і здійснювала тільки оцінку результатів повітряного удару. За даними Міжнародного комітету Червоного Хреста, 54 сомалійці загинули та 161 поранений; сомалійська сторона заявляє, що кількість жертв була більшою, американські — меншою. Айдіда серед жертв авіаційного удару не було, можливо, він взагалі не був присутній на зустрічі.
Операція американських військових призвела до загибелі чотирьох журналістів — Дена Елдона, Хоса Майна, Гансі Крауса та Ентоні Мачарії — які були забиті камінням до смерті розлюченим натовпом, коли прибули для висвітлення інциденту. Human Rights Watch заявила, що напад «виглядав як масове вбивство». Деякі вважають, що ця американська атака стала поворотним пунктом в об'єднанні сомалійців проти дії США в Сомалі, включаючи колишніх поміркованих та тих, хто виступав проти клану Габар Гідір.
8 серпня 1993, бойовики М.Айдіда використали саморобний вибуховий пристрій з дистанційним управлінням та підірвали транспортний засіб американських збройних сил, унаслідок вибуху загинуло 4 службовці військової поліції США. Через два тижні після підриву наступної бомби постраждали ще 7 осіб. Після цього за поданням міністра оборони Леса Еспіна Конгрес США 90 голосами проти 7 голосує за посилення ударної частини контингенту.
У відповідь президент США Білл Клінтон затвердив пропозицію військових про розгортання спеціальної оперативної групи військ, що складатиметься з 400 рейнджерів та операторів «Дельти» із силами забезпечення. Бойовий кістяк оперативної групи «Рейнджер» становив 160 військовиків з елітних підрозділів.
Оперативна група «Рейнджер» складалася з:
- роти «B» 3-го батальйону 75-го полку рейнджерів;
- ескадрону «C» 1-го спеціального загону «Дельта»[24];
- оперативного загону 160-го авіаційного полку спецоперацій у складі 16 бойових вертольотів, зокрема MH-60 «Блек Гок» та AH/MH-6 «Літтл Берд»;
- 4 операторів DEVGRU;
- парашутистів-рятівників і бойових контролерів 24-ї ескадрильї спеціальної тактики ССО ПС[25].

### Операція «Готичний змій»
22 серпня оперативна група під керівництвом командувача Об'єднаного командування ССО генерал-майора Вільяма Гаррісона розгорнулася на території аеродрому Могадішо й розпочала пошуки М.Айдіда.
25 вересня 1993 року, за тиждень до битви, прихильники Айдіда за допомогою радянського РПГ збили MH-60 «Блек Гок» 101-ї повітрянодесантної дивізії біля Нового порту в Могадішо. Всі три члени екіпажу загинули. Це був перший випадок збиття вертольоту в Могадішо, і подія стала величезною психологічною перемогою Національного Альянсу.

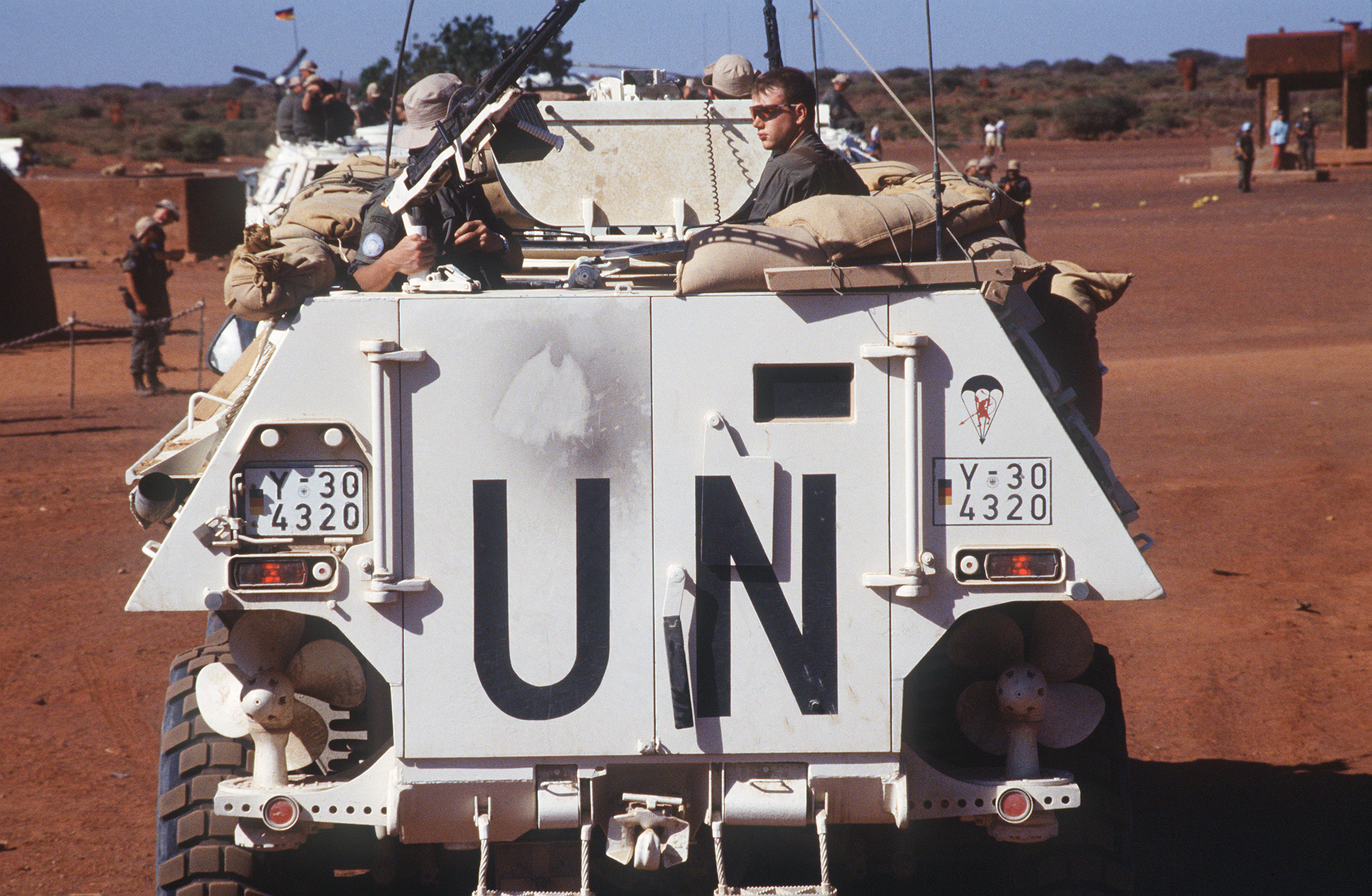
Німецькі миротворці зі складу 261-го парашутного батальйону на бронетранспортері TPz «Фукс» в Сомалі

### Склад сил

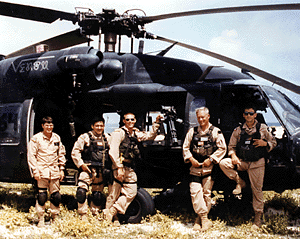
Екіпаж бойового вертольота MH-60 «Блек Гок» (позивний «Супер 64») 160-го авіаполку ССО за місяць до битви в Могадішо. Вересень 1993

Загальна структура, чисельність та організація сомалійських ополченців, які взяли участь у битві, достеменно не відомі. За свідченнями істориків вважається, що участь у бойових діях проти американської оперативної групи та сил посилення взяло від 2000 до 4000 регулярних членів фракції, майже всі з яких належали до Сомалійського Національного Альянсу Айдіда. Кістяк цих сил становили бойовики від сомалійського субклану Габар Гідір клану Хавійя, який бився з американськими військами, починаючи з 12 липня 1993 року.

### Планування спеціальної операції
3 жовтня 1993 року група сил спеціальних операцій, що складалася з роти «Браво» 3-го батальйону 75-го полку рейнджерів, 1-го оперативного загону спецназу «Дельта» на вертольотах 160-го авіаційного полку, спробувала захопити міністра закордонних справ Айдіда Омара Салата Ельміма та його головного політичного радника, Мохамеда Хасана Аваля.
Планом передбачалася висадка операторів «Дельти» вертольотами MH-6 «Літтл Берд», які мали забезпечити блокування цілей усередині будівлі. Чотири групи рейнджерів здійснювали десантування на «фаст-ропах» із завислих над дахом MH-60L «Блек Хок». Рейнджери повинні були утворити оборонний периметр по всіх кутах навколо цілі, щоб ізолювати її та забезпечити, щоб жоден ворог не міг увійти або вийти.
До будівлі прибувала колона з дев'яти багатоцільових колісних автомобілів HMMWV та трьох п'ятитонних вантажних автомобілів M939 під командуванням підполковника Денні Макнайта, щоб забрати всю штурмову групу та їхніх ув'язнених назад на базу. За розрахунками вся операція мала зайняти не більше 30 хвилин.
За планом конвой, що рушив по вулицях міста і повинен був досягти визначеного об'єкту через кілька хвилин після початку операції, зіткнувся з проблемами. Вздовж вулиць Могадішо мешканці столиці та місцеве ополчення утворили барикади з каміння, уламків, сміття та палаючих шин, заважаючи колоні дістатися до визначеної цілі та забрати полонених. Айдідівські бойовики ходили вулицями з мегафонами та кричали: «Виходьте і захищайте свої домівки!»

### Хід битви
О 13:50 аналітики оперативної групи «Рейнджер» отримали розвідувальну інформацію, яка підтверджувала дані про місцезнаходження Омара Салата. Вся ударна група разом з вертольотами та автомобільною колоною перебувала в режимі повної готовності, і з отриманням кодового сигналу «Айрін» по всіх радіоканалах розпочало місію, вертольоти піднялися в повітря.
О 15:42 MH-6 «Літтл Берд» з операторами «Дельти» на борту висадилися на ціль, однак піднята хвиля пилу була настільки великою, що вертольоти змушені були облетіти навколо та сісти поруч з визначеними позиціями. Далі два «Чорні Яструби» з другою частиною штурмової групи «Дельта» на чолі з капітаном Остіном С. Міллером, вийшли на позицію і висадили свої команди, доки чотири групи рейнджерів 75-го полку готувалися до висадки «фаст-ропами» на чотири кути по периметру будівлі.
Через десять хвилин прибув наземний конвой та зупинився біля будівлі готелю «Олімпік», де проводилася операція, й очікував, поки «Дельта» та рейнджери закінчать свою частину місії. При десантуванні «фаст-ропами» рядовий першого класу Тодд Блекберн випав з вертольоту через несподіваний маневр вертольоту «Супер 67», коли той завіс на висоті 21 м над вулицею. Блекберн зазнав численних травм голови і вимагав невідкладної евакуації. Командир наземного конвою відправив колону з трьох «хамві» під командуванням сержанта Джеффа Струкера. На шляху назад на базу, сержант Домінік Пілла, був вбитий, коли куля влучила йому в голову. Коли «хамві» прорвалися назад до бази, автомобілі були простріляні кулями сомалійців і димилися від зазнаних пошкоджень.
Близько 16:20 один з «Блек Хоків», «Супер 61», яким керували чіф-ворент-офіцери 3 класу Кліфф Волкотт і Донован Брілі, був збитий сомалійцями з РПГ-7. Обидва пілоти загинули в результаті аварії, а двоє членів екіпажів дістали серйозних поранень. Штаб-сержант Даніель Буш і сержант Джим Сміт, обидва снайпери «Дельти», переживши аварію, почали захищатися на місці падіння вертольоту.

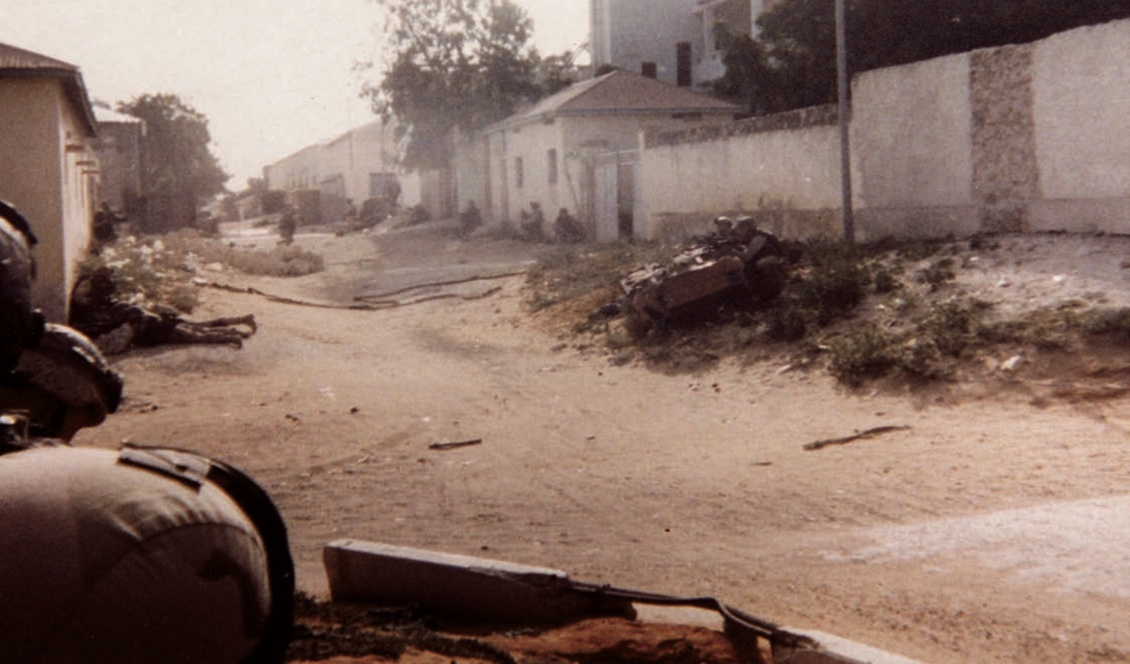
Рейнджери 75-го полку ведуть бій у центрі Могадішо. Операція «Готичний змій». 3 жовтня 1993

Поруч приземлився MH-6, «Стар 41», яким керували CW3 Карл Маєр та CW5 Кіт Джонс. Джонс залишив вертоліт і переніс Буша у вертоліт, у той час як Маєр забезпечував прикриття вогнем з кабіни пілотів, ігноруючи накази злітати, поки його другий пілот не повернеться до MH-6. Невдовзі прибула рятувальна група з рейнджерами та «дельтівцями» для захисту місця. Передавши під охорону збитий вертоліт, Джонс та Маєр евакуювали Буша та Сміта на базу в аеропорту. Пізніше Буш помер від отриманих травм, зазнаних під час бою на місці падіння.
Команда бойової пошуково-рятувальної служби (CSAR) на чолі з капітаном Дельти Біллом Дж. Култрупом і майстер-сержантом ПС Скоттом К. Фалесом змогла швидко дістатися місця падіння «Супер 61», спустившись на «фаст-ропах» з вертольоту «Супер 68». Спуск здійснювався в надзвичайно ризикованих умовах, зважаючи на влучення в іхний вертоліт, пілотований CW3 Даном Джоллота, протитанкової гранати РПГ. Попри ураження, «Супер 68» таки дістався до бази. Команда CSAR знайшла пілотів мертвими, і двох поранених всередині розбитого вертольоту. Під інтенсивним вогнем американці відтягнули поранених до найближчого безпечного пункту, де вони нашвидкоруч влаштували імпровізований притулок з використанням кевларових броньових плит з уламків «Супер 61».
Близько 16:40, перебуваючи в режимі зависання над місцем події другий вертоліт «Блек Хок», позивний «Супер 64», яким керував Майкл Дюрант, був збитий РПГ-7 сомалійських бойовиків. Більша частина штурмової групи терміново вирушила до першого місця катастрофи для проведення рятувальної операції. Досягнувши місця падіння вертольоту, близько 90 рейнджерів та операторів «Дельти» опинились під сильним обстрілом. Незважаючи на повітряну підтримку, штурмова група фактично потрапила в пастку на ніч. Зі зростанням кількості поранених, яких потрібно було евакуйовувати, вони зайняли кілька сусідніх будинків на час битви.

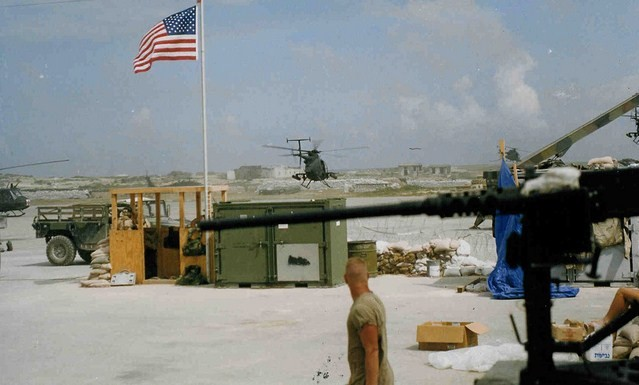
Вертольоти MH-6 «Літтл Берд» 160-го авіаполку ССО прямують на підтримку бою в Могадішо. 3 жовтня 1993

Керівництво операцією не мало у резерві ще однієї групи CSAR, наслідком чого стало те, що екіпаж «Супер 64» залишився на місці аварії фактично без прикриття. З огляду на високий ризик втрати третього гелікоптеру командування операції двічі забороняло висадку на місце аварії операторів «Дельти», і тільки після третього наполегливого прохання снайперів Гері Гордона та Ренді Шугарта дало згоду на висадку та огляд місця катастрофи. О 16:42 з вертольоту «Супер 62», пілотованому Майком Гоффеном і Джимом Якона, «дельтівці», озброєні лише штатною стрілецькою зброєю, здійснили висадку поблизу уламків збитого вертольоту. При огляді спецпризначенці виявили двох загиблих бортстрільців і важкопоранених командира екіпажу і правого льотчика. Снайпери витягнули з кабіни пілотів, що вижили, а потім організували кругову оборону, удвох захищаючи екіпаж від сотень озброєних бойовиків. З'ясувалося, що Дюрант і Франк зламали при падінні ноги, а також отримали кілька поранень.

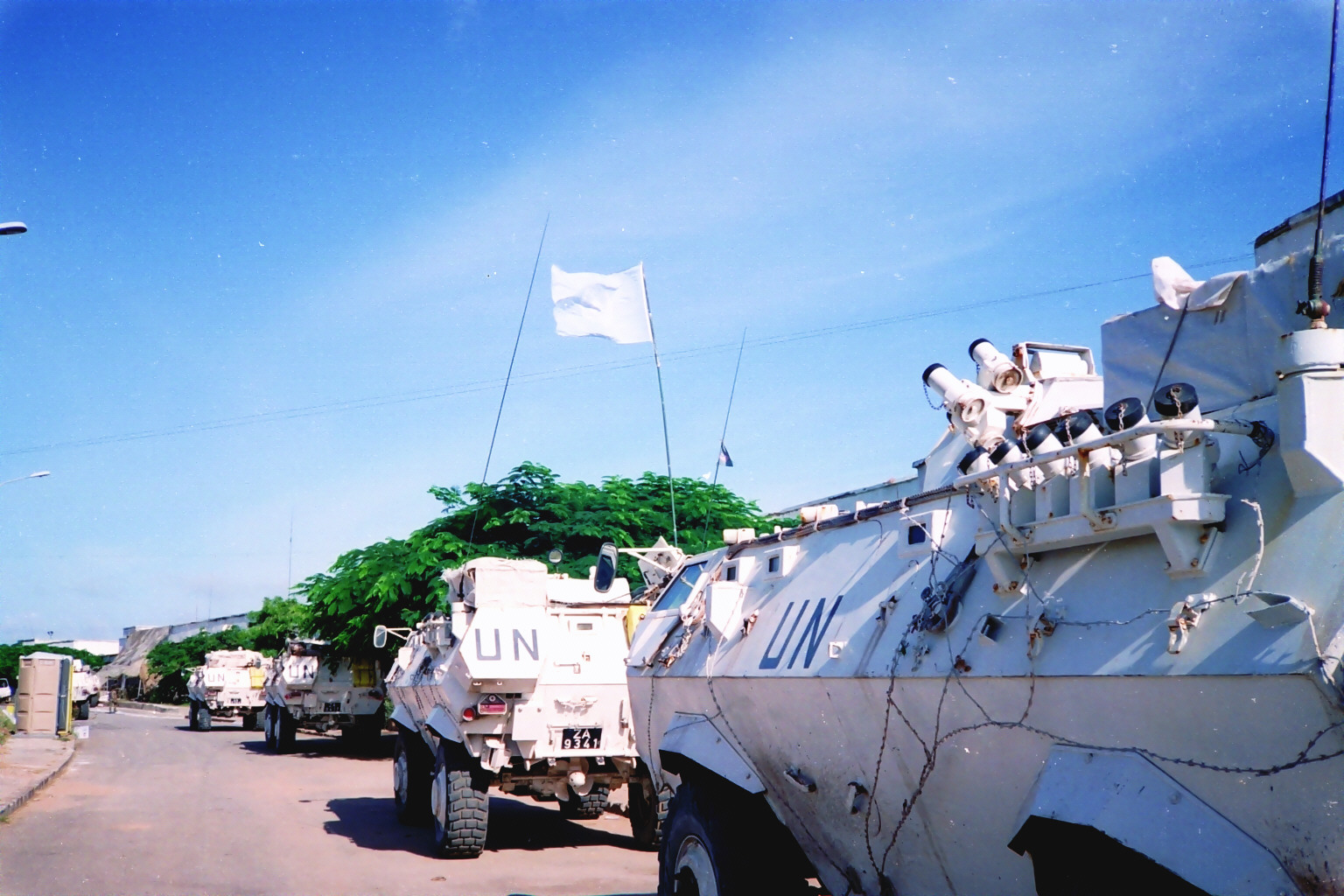
Малайські бронетранспортери «Кондор», що забезпечували відхід американських спецпризначенців з Могадішо. Жовтень 1993

Сержант першого класу Бред Галлінгс залишився на борту вертольоту, прикриваючи їх з повітря вогнем кулемету. «Супер 62» якісь час забезпечував вогневу підтримку для Гордона і Шугарта, але незабаром бойовики влучили у вертоліт РПГ і пілоти були змушені повертатися на базу, де здійснили аварійну посадку.
Протягом години спецпризначенці та поранені пілоти вели бій з переважаючими силами сомалійського ополчення. Врешті-решт Гордон і Шугарт та Франк загинули в нерівному бою. Потім сомалійці дісталися місця катастрофи і захопили Дюранта, якого мало не забили до смерті, але члени ополчення Айдіда прийшли взяти його в полон, що зберегло Дюранту життя. У травні 1994 року Гері Гордон і Ренді Шугарт були посмертно удостоєні Медалі Пошани. Це були перші нагородження цією нагородою з часів війни у В'єтнамі (з 1972 року).
Поблизу місця падіння першого «Блек Хока» сомалійці здійснювали неодноразові спроби масованою атакою зламати опір противника та захопити американські позиції.
Наземний конвой з підрозділами оперативної групи від 10-ї гірської дивізії у супроводі миротворців Малайзії та Пакистану прибув до першого місця катастрофи близько 02:00. Коли колона конвою врешті пробилася до міста, вона являла собою значну силу і складалася з понад 100 машин ООН, включаючи малайські бронетранспортери «Кондор» німецького виробництва, чотири пакистанських танки M48, американські HMMWV та кілька п'ятитонних бортових вантажних автомобілів M939. З повітря цю колону довжиною у понад три км підтримували кілька штурмових вертольотів «Блек Хок» та «Кобра» 10-ї гірської дивізії. Тим часом «Літтл Берди» оперативної групи «Рейнджер» продовжували забезпечувати захист збитого екіпажу та рятувальників «Супер 61». Американські штурмові сили зазнали значних втрат, у тому числі декількох загиблих. Також сім малайзійців та двоє пакистанців були поранені, один малайзійський солдат загинув, коли РПГ влучила в бронетранспортер «Кондор». 
О 06:30 у понеділок, 4 жовтня бій закінчився. Американські сили були остаточно евакуйовані до бази ООН броньованим конвоєм. Виїжджаючи з місця катастрофи, групи операторів рейнджерів та «Дельти» під командування штаб-сержанта Джона Р. Дікуса зрозуміли, що в транспортних засобах для них не залишилося місця, і були змушені прориватися з міста пішки до пункту зустрічі на Національній вулиці.

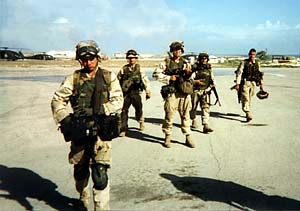
Рейнджери повертаються на базу після бою. Жовтень 1993

### Наслідки битви
Битва в Могадішо стала найсерйознішою сутичкою американських збройних сил з часів В'єтнамської війни. Загалом 19 американських солдатів було вбито під час бою або незабаром після цього, а ще 73 поранено в результаті. Малайзійські війська втратили одного солдата та мали сім поранених, тоді як пакистанці також втратили одного солдата та двоє отримали поранення. Також були втрачені два багатоцільові вертольоти UH-60 «Блек Гок», а ще один зазнав серйозних пошкоджень.
Жертви серед сомалійців були значними, за різними оцінками загинуло від 315 до понад 2000 учасників бойових дій. Серед загиблих сомалійців — суміш ополчення та озброєних бойовиків, а також велика кількість місцевих цивільних осіб. Наслідком операції стала загибель 18 американських й одного малайзійського солдатіві поранення 85 інших військових; Повідомлення про загальні втрати сомалійських повстанців та мирного населення значно різняться, йдеться про втрати від 300 до 5000 осіб загиблими та кількох тисяч пораненими.
Однак, неймовірна ціна за одноденний бій не привела американців до досягнення їхньої мети: Мохамед Фарах Айдід залишався на свободі.
Результати битви в Могадішо й загальна обстановка, що склалася, рішучим чином вплинули на дії американської адміністрації в Сомалі. Попри те, що мета рейду 3 жовтня була досягнута (обох прибічників Айдіда затримано), втрати були надто високими.
CNN оприлюднив кадри, зняті сомалійським журналістом Іссою Мухаммедом, в яких безмежно радіючі сомалійські бойовики тягали по місту розтерзане тіло загиблого бійця «Дельти». Ці кадри шокували американців. Американська громадськість з'ясувала, що країна стоїть на порозі втручання в чужу громадянську війну, як це сталося трьома десятиліттями раніше у В'єтнамі.
6 жовтня 1993 року Президент Б.Клінтон провів термінову нараду в Білому Домі та висловив свою позицію ТВО голови Об'єднаного комітету начальників штабів США адміралу Девіду Джереміа; в результаті було прийняте рішення, що усі військові операції проти Айдіда мусять бути припинені, за винятком випадків необхідної самооборони, а американському народові було оголошено про намір вивести американські війська з Сомалі до 31 березня 1994 року.
Через два тижні після битви у рукописному листі на ім'я президента Клінтона генерал Гаррісон узяв на себе всю повноту відповідальності за результат битви. 15 грудня 1993 року міністр оборони США Лес Еспін пішов у відставку, взявши на себе більшу частину провини за власне рішення не вводити свого часу танки та іншу бронетехніку на підтримку місії.
Вже після повного виведення всіх американських військ, декілька сотень морських піхотинців перебували поблизу сомалійського узбережжя на бойових кораблях ВМС США, в готовності надати допомогу в евакуації близько 1 000 американських громадян, військових радників та іншого цивільного населення, що працювали в офісі представництва США в Сомалі. Також для забезпечення евакуації американців з Могадішо до країни був спрямований батальйон 24-ї піхотної дивізії армії США і до березня 1994 американці з Сомалі повністю евакуювалися. Під загрозою масштабної військової операції, Айдіду було запропоновано укласти перемир'я, одночасно з вимогою негайно і беззастережно повернути полоненого пілота, що той і зробив. Через 11 днів полону Майкл Дюрант був визволений.
Існують свідчення того, що на боці М. Айдіда в битві брали участь іноземні бойовики — ветерани Афганської війни. Транспортуванням їх в Сомалі і постачанням зброєю займався міжнародний терорист Осама бен Ладен, котрий пізніше заявив в одному з інтерв'ю, що йому це обійшлося в 3 млн доларів. Варто зазначити, що бойовики М.Айдіда за допомогою ісламістських фундаменталістів, найімовірніше Аль-Каїди, пройшли серйозну попередню підготовку щодо збиття вертольотів з використанням РПГ, що вони робили під час війни з радянською армійською авіацією в Афганістані.

## В культурі
Битва в Могадішо знайшла відображення у книзі Падіння «Чорного яструба» Марка Боудена (1999), а за її сюжетом відомим режисером Рідлі Скоттом знята однойменна історична військова драма, що вийшла у прокат у 2001 році. Фільм нагороджений двома Оскарами (найкращий звук та найкращий монтаж).